# برج هتل دورینت
برج هتل دورینت مشهورترین ساختمان مرتفع در شهر آگسبورگ آلمان است و در سراسر شهر قابل مشاهده است. این بنا با بلندای ۱۱۵ متری (۱۶۷ متر با آنتن) بلندترین ساختمان در منطقه آگسبورگ و در بین ده ساختمان بلند بایرن است. این محل در تقاطع گوگگینگر استراسی و ایموفستراسیون، در بخش گاگینگن قرار دارد. در مجاورت آن سالن کنگره و پارک ویتلزباخر قرار دارند.
این ساختمان از نظر معماری شبیه برج‌های مارینا سیتی در شیکاگو است. این برج در بین مردم محلی به نام «مایسکولبن» معروف است. (چوب ذرت توسط مردم محلی به دلیل شکل استوانه ای آن با برآمدگی‌های متعدد).

## منشأ برج
فروشنده سابق ماشین آلات کشاورزی اوتسبورگ اوتو اشنایتزن‌باومر این برج را به مناسبت بیستمین بازی‌های المپیک مونیخ ۱۹۷۲ و با هزینه ۵۰ میلیون مارک ساخت و از این طریق میل خود را برای ساختن «سمبل مدرن آگوستبورگ» برآورده کرد. برنامه‌ریزی برای این پروژه با مقاومت ساکنان روبرو شد، اما منجر به بنیانگذاری کمپین «حفاظت پارک ویتلزباخر» شد. ساخت و ساز در آوریل ۱۹۷۱ آغاز شد.

## دوره ای از مشکلات برای برج
در سال ۱۹۷۴، خبرهای غیرمنتظره‌ای مبنی بر فروش این ساختمان به شرکت یوهان نپوموک گلاگلر در لوکزامبورگ به فروش رسید. با این وجود قرارداد فروش در فوریه ۱۹۷۶ باطل شد زیرا پول پرداختی برای خرید پرداخت نشده‌بود و ساختمان به صاحب اصلی خود برگشت، اما از آنجا که اوتو اشنایتزن‌باومر نیز دارای مشکلات مالی بود، این برج در سال ۱۹۷۹ برای حراج اجباری در یک راهنمای قرار گرفت. قیمت ۳۵ میلیون دویچ مارک به دستور دادگاه. با این حال هیچ‌کس نمی‌خواست آن را با این قیمت بخرد.

## رنسانس
در ژانویه سال ۲۰۰۰ راه حل برای صاحبان آپارتمان‌های موجود در ساختمان، که تا آن زمان مجبور به پرداخت هزینه‌های اضافی بخش هتل بودند نیز رسید: کارآفرین دکتر ولفگانگ ابرتز از کلن، هتل را با قیمت ۱۲ میلیون مارک خریداری کرد. پس از هفت سال عدم فعالیت، سازندگان اکنون ساختمان را کاملاً ترمیم کردند و ۴۵ میلیون مارک در آن سرمایه‌گذاری کردند. در سال ۲۰۰۲ هتل به عنوان دورینت بازگشایی شد.

## تأسیسات مخابراتی
برج هتل در پشت بام خود یک مستر آنتن دارد که از آن کانال‌های رادیویی وی.اچ. اف ذیل پخش می‌شود:
| فرکانس        | قدرت  | نام ایستگاه     |
| ------------- | ----- | --------------- |
| ۸۷٫۹ مگاهرتز  | 150 W | راک آنتن        |
| ۹۲٫۲ مگاهرتز  | 300 W | Klassik Radio1  |
| ۹۳٫۴ مگاهرتز  | 300 W | رادیو فانتزی    |
| ۹۴٫۸ مگاهرتز  | 100 W | egoFM           |
| ۹۶٫۷ مگاهرتز  | 300 W | آمار رادیو RT 1 |
| ۱۰۴٫۲ مگاهرتز | 100 W | آنتن بایرن      |

## تصاویر

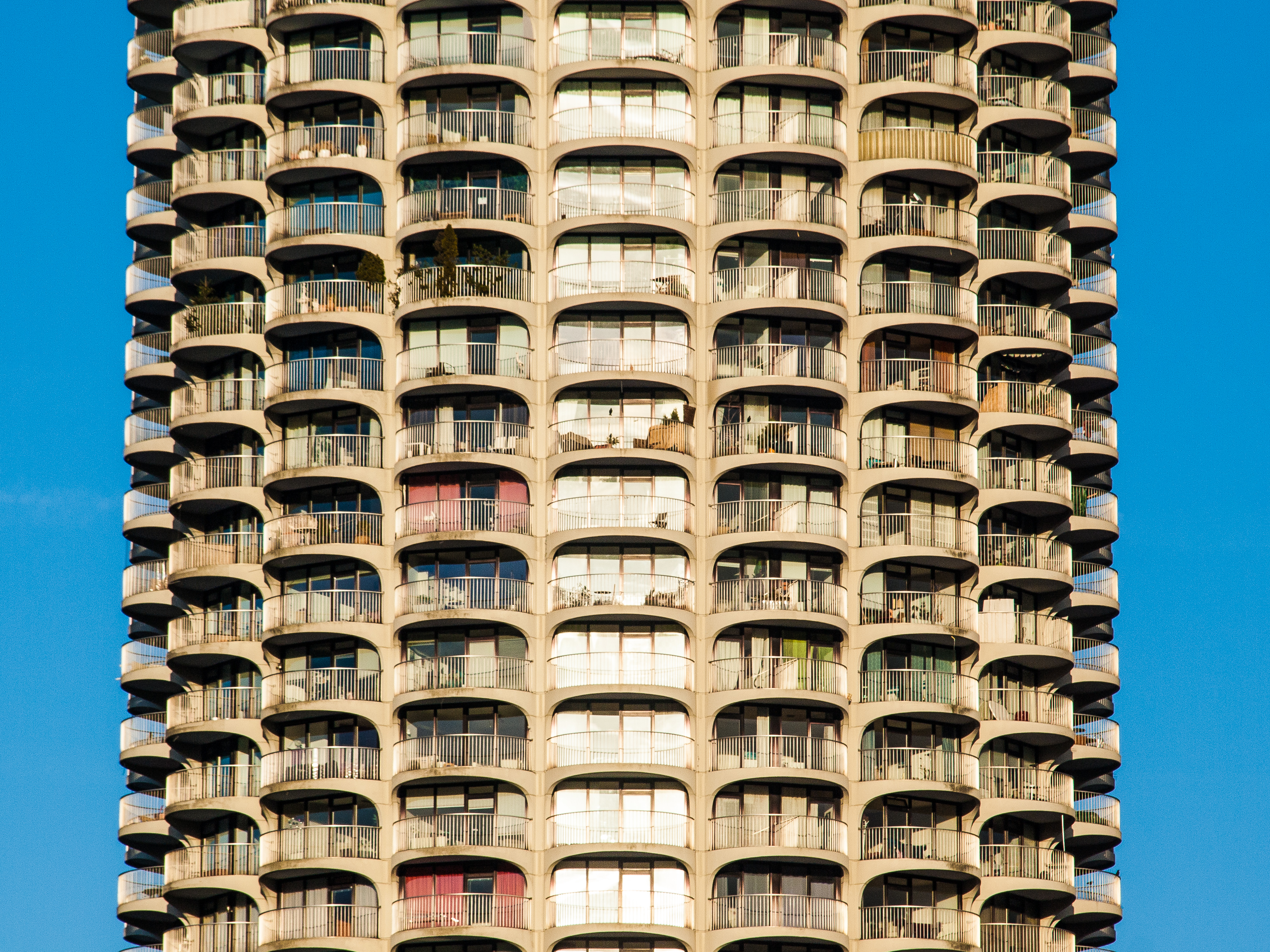
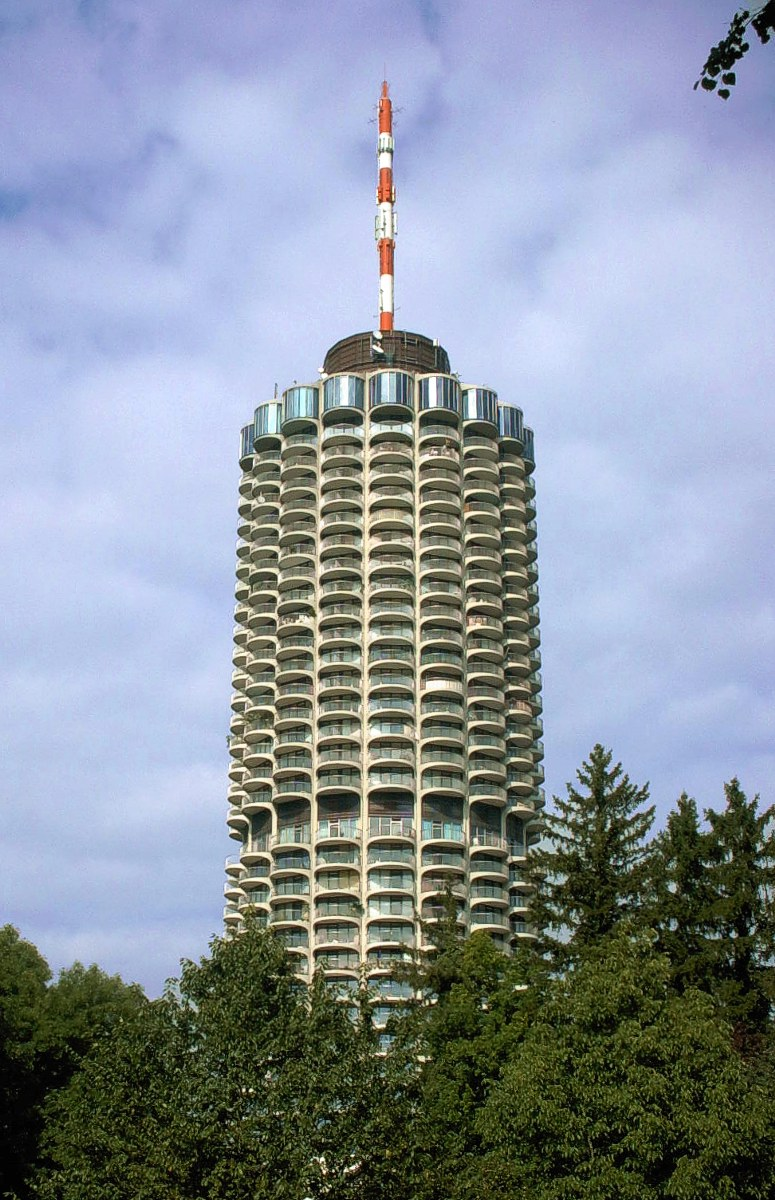
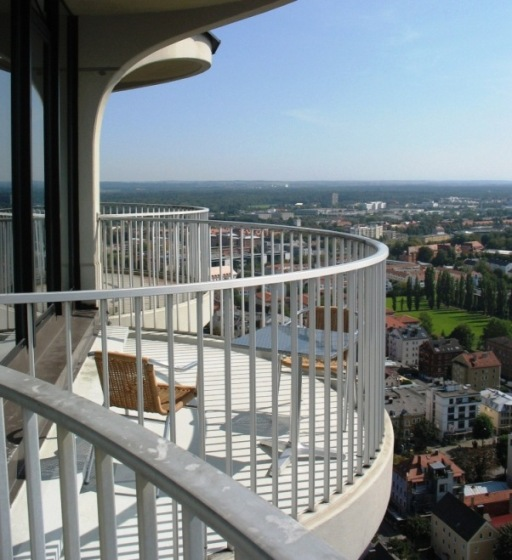
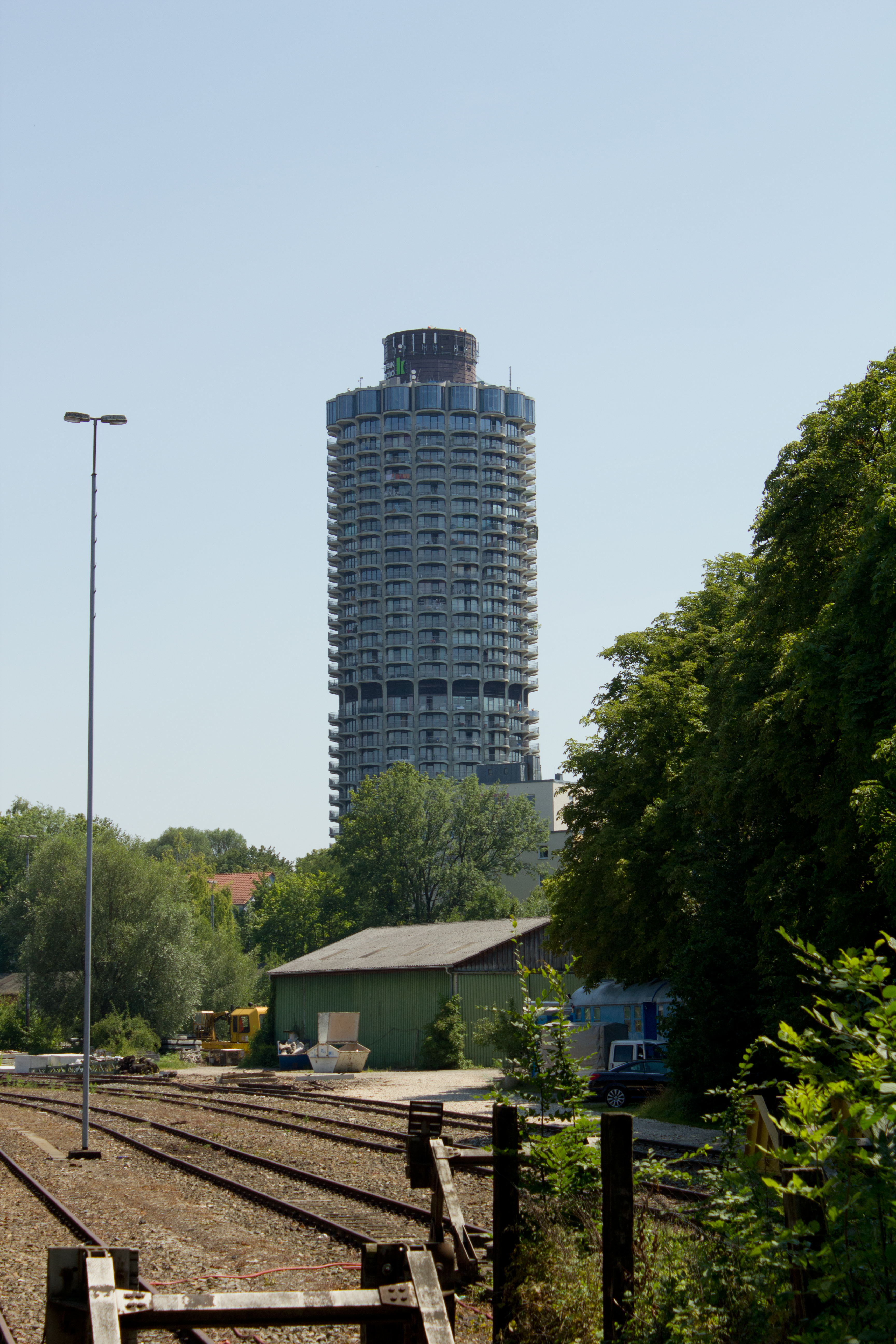
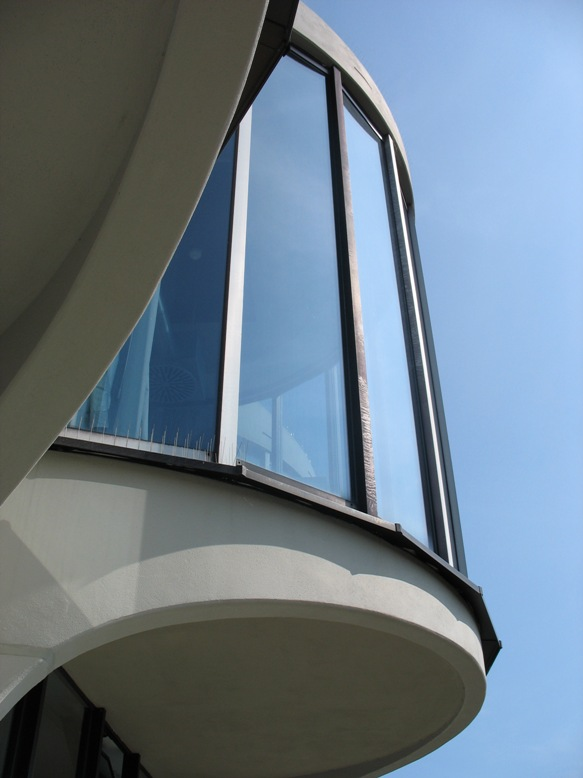
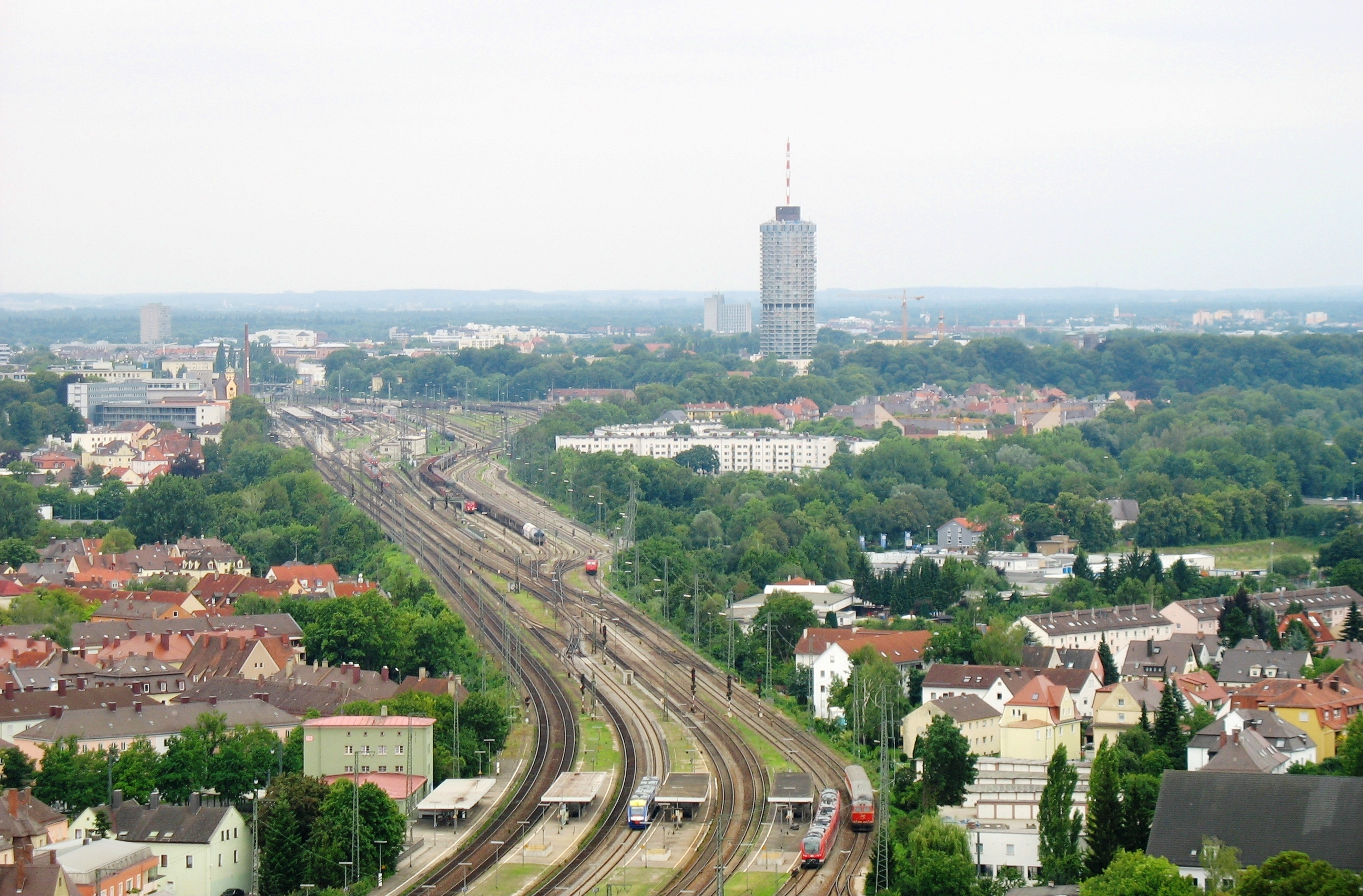
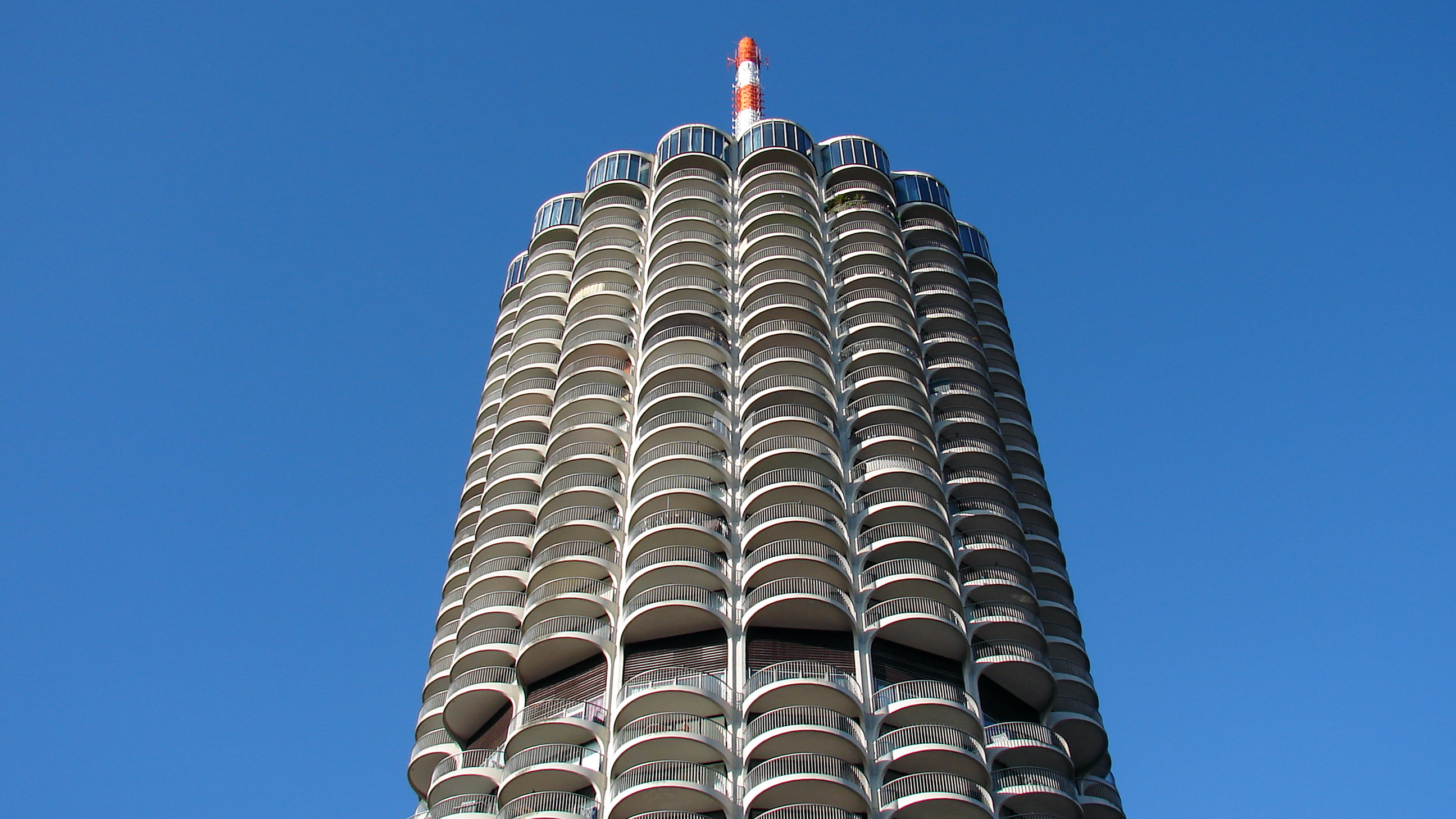
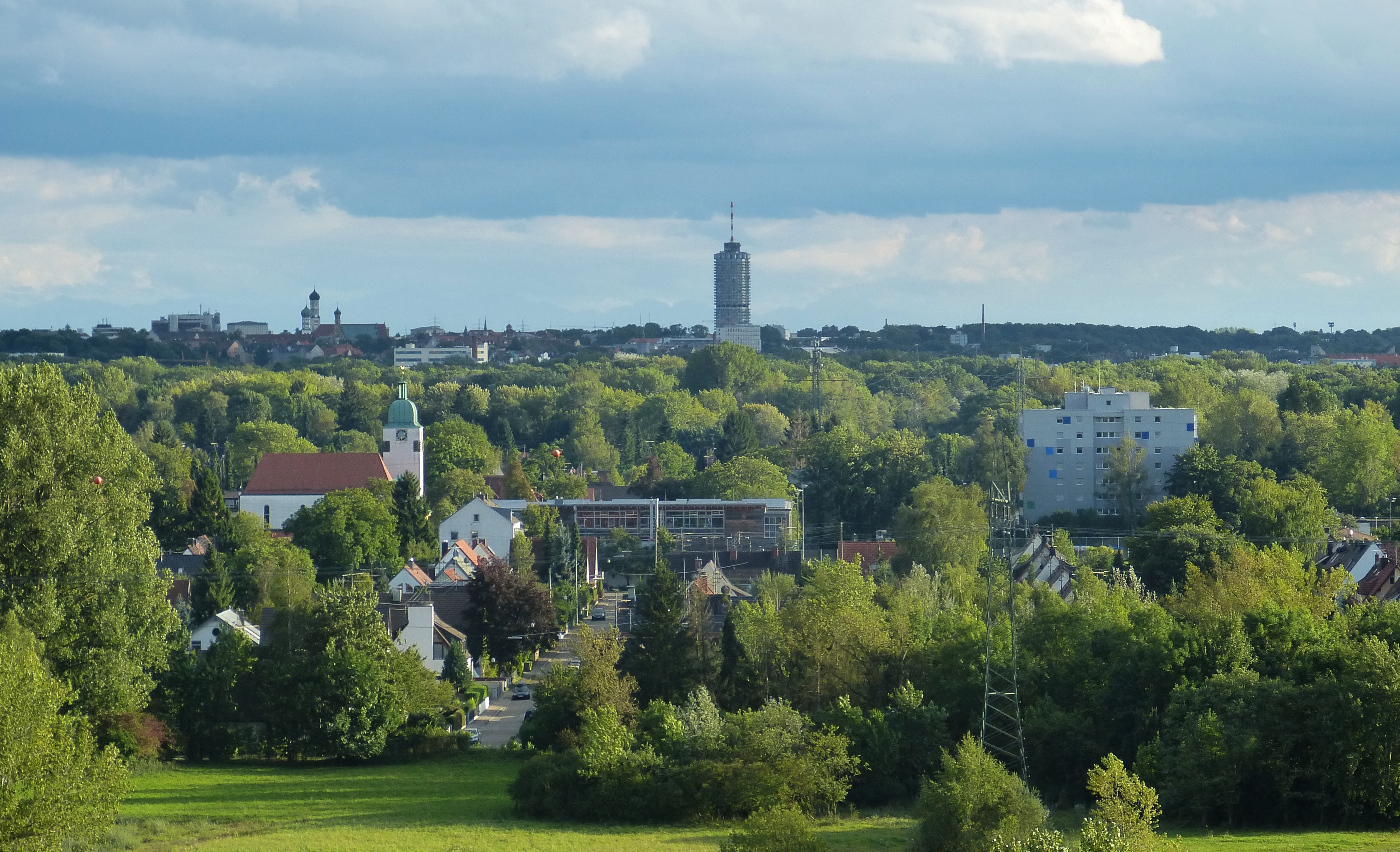
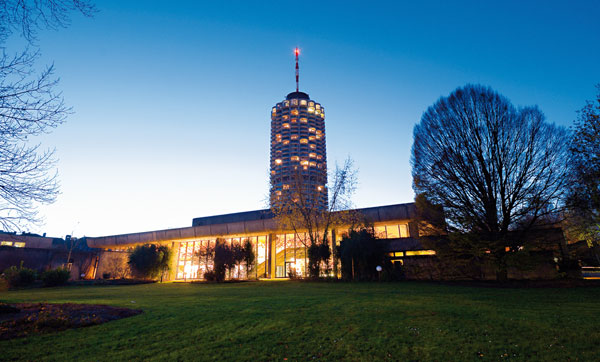
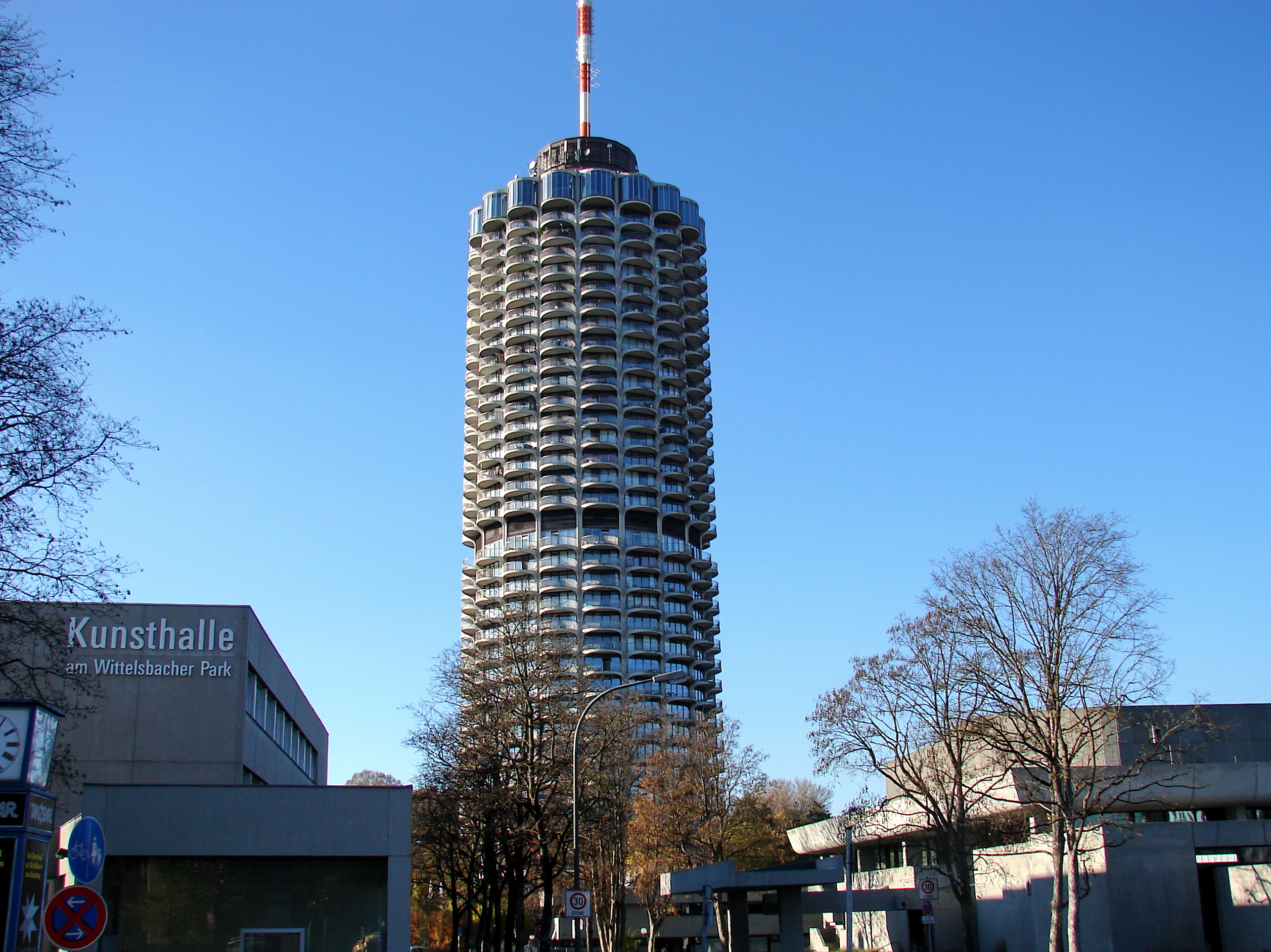
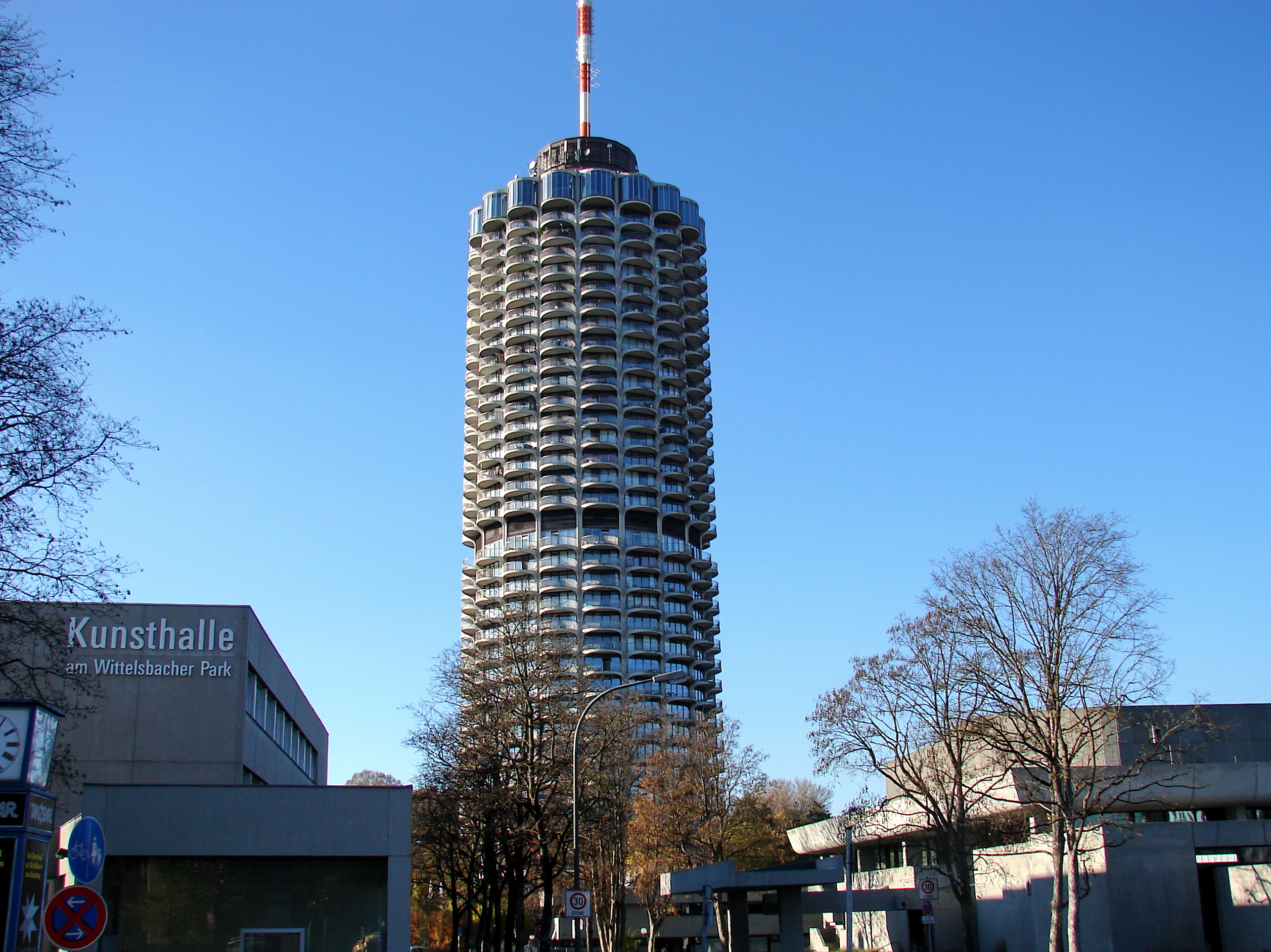
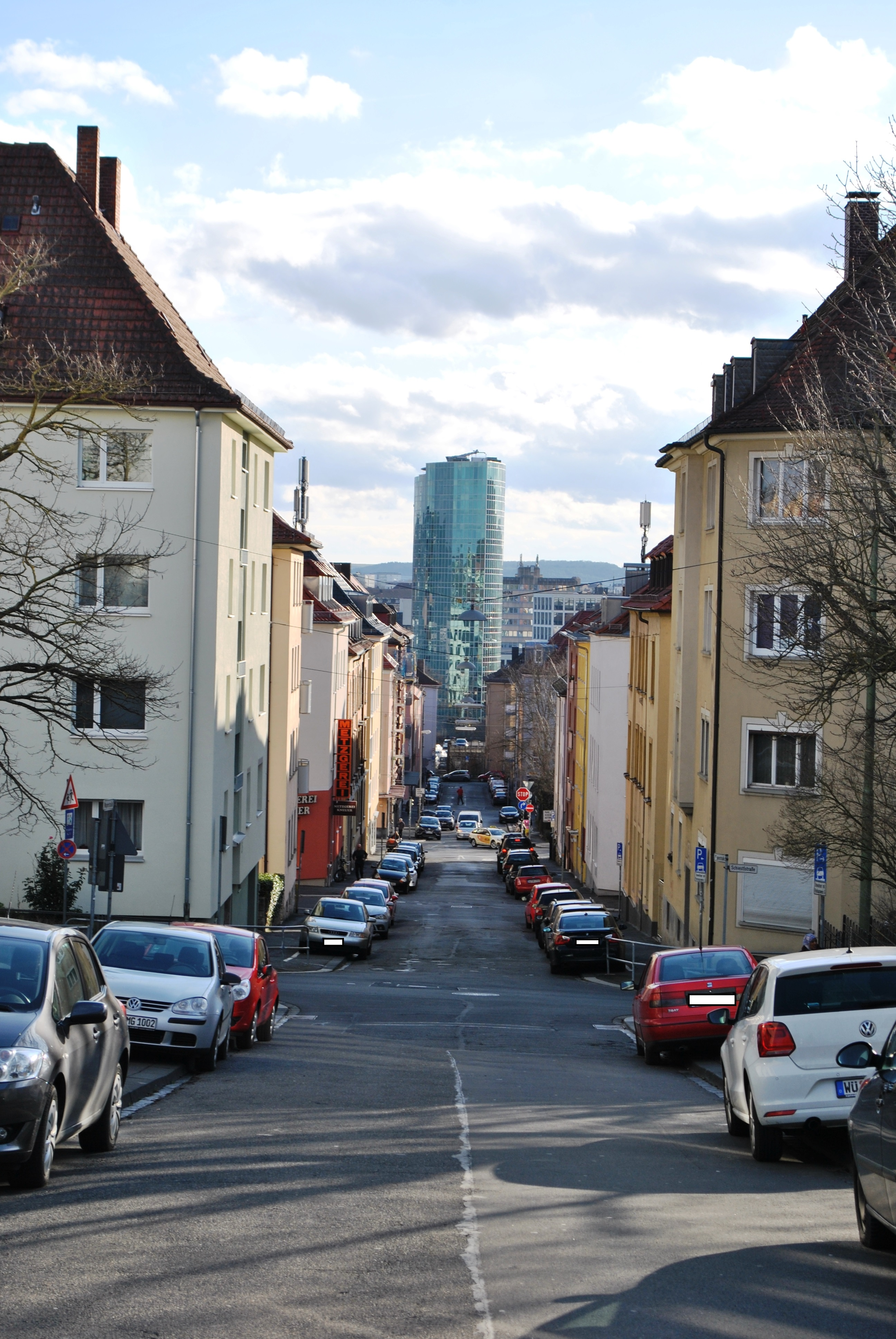
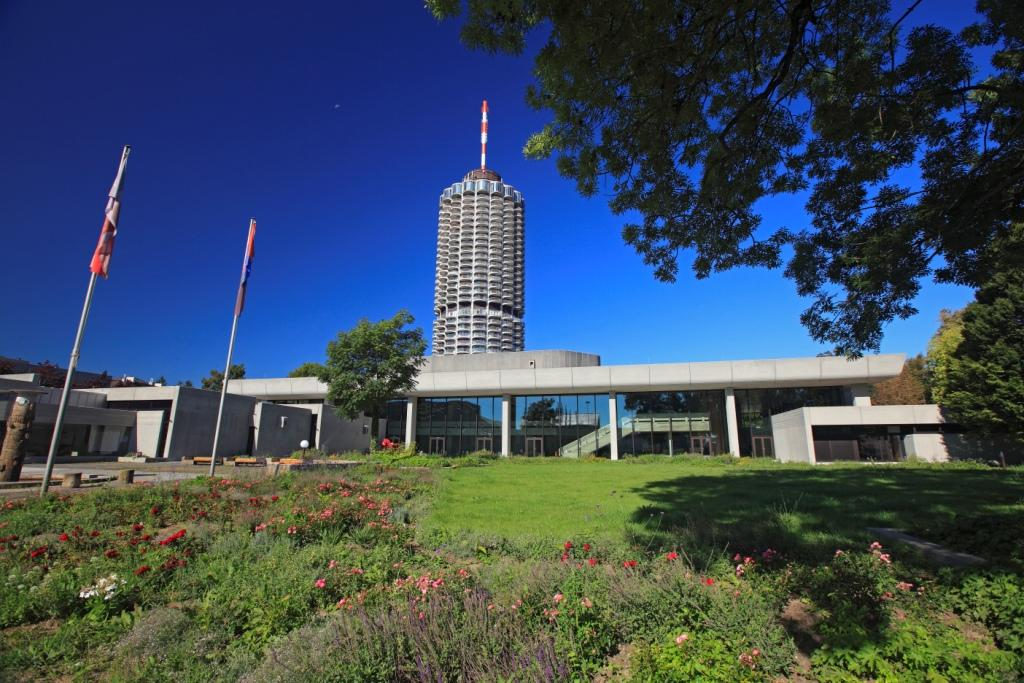
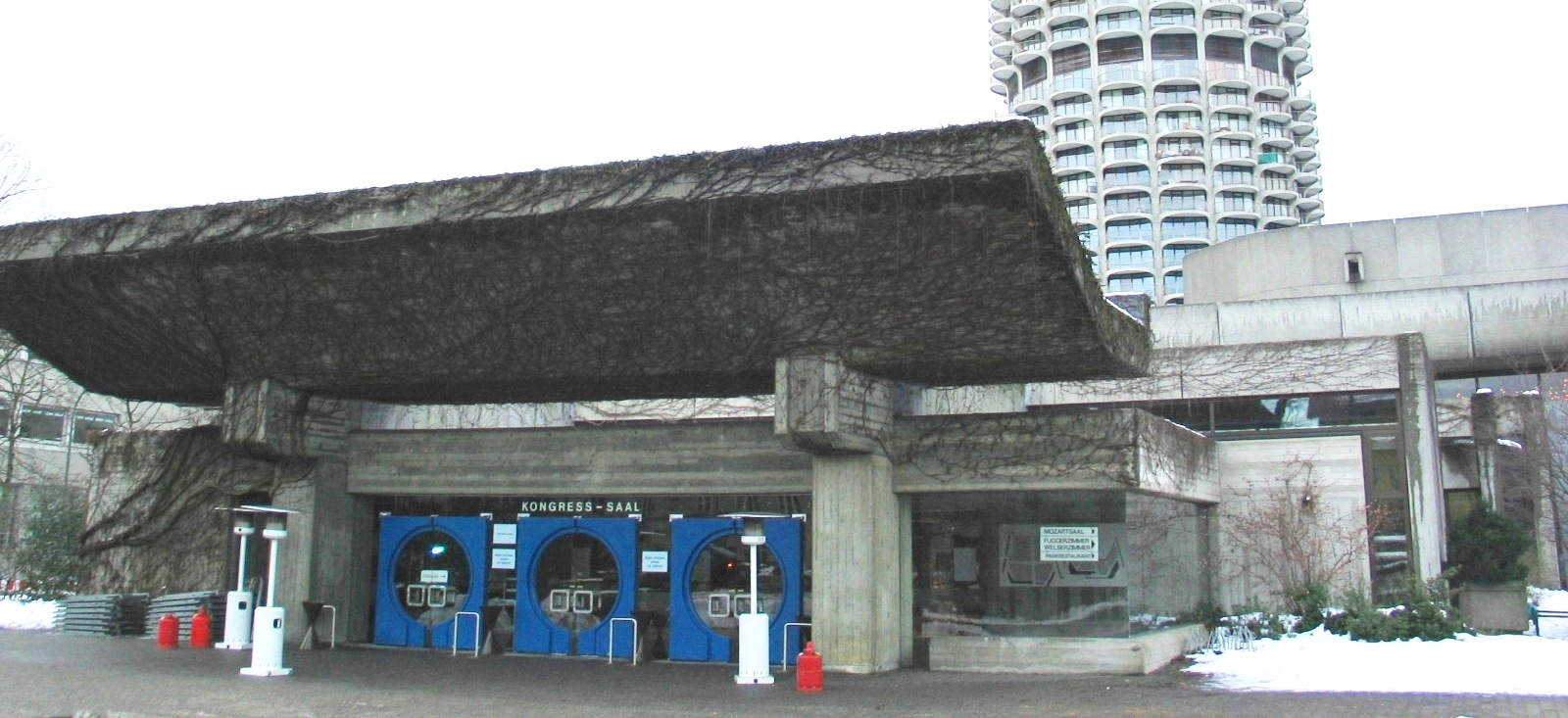